# Chrysocharis perditor
Chrysocharis perditor är en stekelart som beskrevs av Christer Hansson 1987. Chrysocharis perditor ingår i släktet Chrysocharis och familjen finglanssteklar. Inga underarter finns listade i Catalogue of Life.